# Abbahu
Abbahu (em hebraico:  אבהו, cerca de 279 – 320) foi um judeu e talmudista das Academias Talmúdicas na Síria Palestina por volta de 279 a 320 d.C. e considerado um membro da terceira geração de Amoraim. Às vezes, é citado como Rabino Abbahu de Kisrin (Cesareia Marítima).

## Biografia
Sua educação rabínica foi adquirida principalmente em Tiberíades, na academia presidida por Johanan bar Nappaha, com quem seu relacionamento era quase o de um filho. Ele frequentemente fazia peregrinações a Tiberíades, mesmo após ter se tornado bem conhecido como reitor da academia da Cesareia.
Abbahu era uma autoridade em pesos e medidas. Ele incentivou o estudo do grego koiné pelos judeus. Aprendeu grego para se tornar útil ao seu povo, então sob o domínio dos procônsules romanos, pois esse idioma havia se tornado, na maioria, o rival do hebraico até mesmo nas orações. Apesar dos protestos amargos de Shimon bar Abba, ele também ensinou grego às suas filhas. Ecclesiastes Rabbah 7:18 diz: “É bom que você compreenda isso, isso é a Bíblia, e, a partir disso, não retire sua mão, isso é Mishná; pois aquele que teme a Deus cumprirá tudo isso, como o rabino Abbahu de Cesareia.”

## Reitor na Cesareia
Por ser sábio, bonito e rico, Abbahu tornou-se não apenas popular entre seus correligionários, mas também influente junto ao governo proconsular. Em uma ocasião, quando seus colegas mais antigos, Hiyya bar Abba, Rabino Ammi e Rabino Assi, puniram uma certa mulher e temiam a ira do procônsul, Abbahu foi encarregado de interceder por eles. No entanto, ele havia antecipado o pedido dos rabinos e escreveu para eles dizendo haver apaziguado os informantes, mas não o acusador. A espirituosa e enigmática carta que descreve esse incidente, preservada no Talmude de Jerusalém, é, em sua maior parte, em hebreu. Ela inclui até mesmo traduções hebraicas de nomes próprios gregos, para evitar o perigo de uma possível exposição caso a carta caísse nas mãos de inimigos e informantes.
Após sua semichá, ele recusou o cargo de professor, recomendando Abba de Acre para o cargo, pois se considerava menos digno do que Abba de Acre. Desse modo, ilustrou sua própria doutrina de que é uma virtude divina simpatizar com um amigo em seus problemas, bem como participar de suas alegrias. Mais tarde, assumiu o cargo de reitor em Cesareia, antiga sede do antigo amoraíta Hoshaiah Rabbah. Ele estabeleceu-se na “Sinagoga Insurrecionária” (em (erro: código de língua 'jpa' não reconhecido!): כנישתא מרדתא de onde saíram alguns dos mais proeminentes professores da geração seguinte. Em Cesareia, ele criou várias regras rituais, uma das quais (regulando o som do shofar) foi adotada universalmente desde então e chamada pelos rishonim de “a Promulgação de R. Abbahu”.
Ele não limitou sua atividade a Cesareia, mas também visitou e ensinou em muitas outras cidades judaicas. Nessas viagens, Abbahu reuniu tantos halacá que os estudiosos recorreram a ele para obter informações sobre as questões levantadas. No decorrer dessas viagens, ele fez questão de cumprir todas as leis locais, mesmo quando tal cumprimento o expunha à acusação de inconsistência. Por outro lado, quando as circunstâncias exigiam, ele não poupava nem mesmo os príncipes de seu povo. Quando, no entanto, a exposição rigorosa das leis criava dificuldades para o povo comum, ele não tinha escrúpulos em modificar as decisões de seus colegas para o benefício da comunidade.
Abbahu era conhecido por ser rigoroso em relação à halacá. Conforme Hullin 61.7, ele encomendou vinho samaritano, mas depois soube que os samaritanos não observavam mais rigorosamente as leis dietéticas. Com a ajuda de seus colegas (Hiyya bar Abba, Rabino Ammi e Rabino Assi), ele investigou o relatório e, verificando que era bem fundamentado, decidiu que os samaritanos eram equivalentes aos gentios para todos os fins rituais.

### Abbahu e Hiyya bar Abba
A principal característica de Abbahu parece ter sido a modéstia. Enquanto dava palestras em diferentes cidades, ele conheceu o Rabino Hiyya bar Abba, que estava dando palestras sobre intrincados temas haláchicos. Como Abbahu fazia sermões populares, as pessoas naturalmente se aglomeravam para ouvi-lo e abandonavam o halaquista. Diante desse aparente desprezo, Hiyya demonstrou desgosto, e Abbahu apressou-se em consolá-lo, comparando-se ao vendedor ambulante de finos artigos brilhantes que sempre atraíam os olhos das massas. Ele disse a Hiyya que seus ensinamentos eram como joias e que Abbahu era um vendedor ambulante comum em comparação; que mais pessoas comprassem os itens baratos do dia a dia não era sinal de honra. Ele expressou seu princípio de vida na máxima: “Uma pessoa deve estar sempre entre aqueles que são perseguidos e não entre os perseguidores”. Pode-se provar que isso é verdade, pois nenhuma ave é mais perseguida do que as pombas, já que todos os predadores os caçam, e, de todas as aves, o versículo os considerou adequados para serem sacrificados no altar.”

### Velhice
Abbahu teve dois filhos, Zeira e Hanina. Alguns escritores atribuem a ele um terceiro filho, Abimi. Abbahu enviou Hanina para a academia de Tiberíades, onde ele havia estudado, mas o jovem se ocupou com o sepultamento dos mortos e, ao saber disso, o pai enviou-lhe uma mensagem de reprovação neste estilo lacônico: “É porque não há sepulturas em Cesareia que eu o mandei para Tiberíades? O estudo deve preceder a prática”.
Abbahu deixou para trás vários discípulos, entre os quais os mais proeminentes eram os líderes da quarta geração amoraítica, Rabino Jonah e Jose ben Halafta. O luto foi tão grande que se dizia: “Quando o rabino Abbahu faleceu, os pilares de Cesareia, sua cidade, escorriam água como se estivessem derramando lágrimas por ele”.

## Contra os cristãos
Abbahu, embora eminente como halaquista, distinguiu-se mais como agadista e polêmico. Ele teve muitas disputas interessantes com os cristãos de sua época. Às vezes, essas disputas eram de natureza humorística.
Um certo herege chamado Sason [Alegria] disse ao rabino Abbahu: Todos vocês estão destinados a tirar água para mim no Mundo Vindouro, como está escrito: “Com sason vocês tirarão água.” O rabino Abbahu disse a ele: Se estivesse escrito: Para sason, seria como você diz; agora que está escrito: Com sason, significa que a pele daquele homem, você, será transformada em um odre de vinho, e nós tiraremos água com ele.
Essas controvérsias, embora forçadas a ele, provocaram ressentimento, e até mesmo foi relatado que seu médico, Jacó, o Herege, estava envenenando-o lentamente, mas o Rabino Ammi e o Rabino Assi descobriram o crime a tempo.
E esse é o contexto da seguinte conversa, quando um certo herege perguntou ao rabino Abbahu: Quando virá o Messias? O rabino Abbahu respondeu: Ele virá quando a escuridão envolver essas pessoas, ou seja, você. O herege disse-lhe: Você está me amaldiçoando sem motivo? Rabino Abbahu disse-lhe: Estou apenas relatando a você um versículo que está escrito: “Pois eis que as trevas cobrirão a terra e a névoa cobrirá os povos; mas o Senhor brilhará sobre você, e Sua glória será vista sobre você”.
Um certo herege disse ao rabino Abbahu: Seu Deus é um sacerdote, como está escrito: “Que eles tomem para Mim uma oferta [teruma]” (Êxodo 25:2), e a teruma é dada aos sacerdotes. Ele perguntou, sarcasticamente: Quando Ele enterrou Moisés, em que banho ritual Ele mergulhou? Um sacerdote que contrai impureza de um cadáver deve mergulhar para poder participar da teruma. E se você dissesse que Ele mergulhou na água, mas não está escrito: “Quem mediu as águas na palma da Sua mão” (Isaías 40:12), que todas as águas do mundo cabem na palma da mão de Deus, então Ele não poderia mergulhar nelas. O rabino Abbahu disse-lhe: Ele mergulhou no fogo, como está escrito: “Pois eis que o Senhor virá em fogo” (Isaías 66:15). O herege disse-lhe: mas a imersão no fogo é eficaz? O rabino Abbahu disse-lhe: Pelo contrário, a principal forma de imersão é no fogo, como está escrito a respeito da remoção de substâncias não cashrut absorvidas em um recipiente: “E tudo o que não resistir ao fogo, você fará passar pela água” (Números 31:23), indicando que o fogo purifica mais do que a água.
Abbahu fez uma exceção notável sobre a afirmação da Tosefta de que os livros não devem ser salvos de um incêndio no Sabá de um local de culto pagão, dizendo que não sabia a resposta. Em relação à frase “Bendito seja o nome do seu glorioso reino”, recitada após o Shema, Abbahu diz que na Palestina, onde os cristãos procuram pontos de controvérsia, as palavras devem ser recitadas em voz alta para que os judeus não sejam acusados de silenciosa manipulação da unidade de Deus, enquanto que na cidade iraquiana de Neardeia, onde não há cristãos, as palavras são recitadas em voz baixa.
Pregando diretamente contra o dogma cristão, Abbahu diz: “Um rei de carne e osso pode ter um pai, um irmão ou um filho para compartilhar ou disputar sua soberania, mas o Senhor diz: 'Sou o Senhor, seu Deus! Sou o primeiro — isto é, não tenho pai; e eu sou o último — isto é, não tenho irmão; e além de mim não há Deus — isto é, não tenho filho'”. Seu comentário sobre Números 23:19 tem um tom ainda mais polêmico: “Deus não é homem para mentir; nem filho do homem, para que se arrependa; se um homem diz: ‘Eu sou Deus’, ele é um mentiroso; se ele diz: ‘Eu sou filho do homem’, ele terá motivos para se arrepender; e se ele diz: ‘Eu subirei ao céu’, ele disse [algo], mas não manterá sua palavra”.
Algumas de suas controvérsias sobre assuntos teológicos cristãos, como sobre Adão, sobre Enoque, e sobre a ressurreição, são menos claras e diretas.

## Outros Abbahus
Há vários outros Abbahus mencionados nos Talmude e Midrashim, entre os quais se destaca Abbahu (Abuha, Aibut), nascido Ihi (Ittai), um halaquista babilônico, contemporâneo de Samuel e Anan, e irmão de Minyamin (Benjamin) bar Ihi. Embora esse Abbahu tenha pedido informações a Samuel repetidamente, Samuel, em troca, aprendeu muitos halacá com ele.